# 木村庄之助 (30代)
30代 木村 庄之助（さんじゅうだい きむら しょうのすけ、本名は鵜池 保介（ういけ やすすけ）、1938年2月1日 - ）は、大相撲の立行司の一人。木村庄之助としての在位期間は2001年11月〜2003年1月。出羽海部屋所属。

## 人物
佐賀県神埼郡神埼町（現・神埼市）出身。
1955年3月場所、後に「泉の親方」と呼ばれた名行司22代木村庄之助に入門。兄弟子に28代木村庄之助が、同期生には31代庄之助、32代庄之助、33代庄之助がおり、32代庄之助は同部屋で同期である。翌5月、木村保之助（初代）の名で初土俵。保之助を11年名乗って1966年9月師匠の前名である3代木村林之助を襲名、翌11月に十両格に昇格。1984年1月、先輩の7代式守與之吉とともに幕内格に昇格。3代林之助襲名から23年後の1990年1月から同じく師匠の前名でもある2代木村容堂を11年名乗った。1995年1月、同期の9代木村庄三郎とともに三役格に昇格。2001年1月立行司に昇格、31代式守伊之助襲名。同年3月場所で29代木村庄之助が停年となるが、立行司昇格から2場所しか経っていないため彼の庄之助昇格は見送られる。29代庄之助停年から4場所後の2001年11月に30代木村庄之助を襲名。2003年1月場所後停年。伊之助を5場所、庄之助を8場所勤めた。最後の一番は大関朝青龍明徳 - 同武双山正士（現藤島）。
ハリのある力強いだみ声での呼び上げと掛け声が特徴的で、軍配裁き、知識、指導力にも優れていた。
日本相撲協会停年退職後の現在は講演活動、相撲の普及活動を精力的に行う。NHK大河ドラマ「新選組!」、ハリウッド映画「SAYURI」に、いずれも行司役として出演している。バラエティ番組の相撲企画の行司も務めた。
弟子に現在十両格の4代木村林之助（現在は木村千鷲）がいる。

### 番付書き
1985年1月場所から2000年1月場所まで番付書きを担当した。1982年9月場所限りで番付書きの10代式守与太夫が病気で倒れたため、3代林之助が後任を打診されたが、当時十両格だったためこれを固辞し、1982年11月場所より十両以上を木村庄二郎（後26代伊之助）、幕下以下を林之助が担当する形となり、1985年1月場所より林之助一人の担当となった。この世界に入るまで筆を持ったこともなかったというが、研鑽を重ねて習得した相撲文字の上手さは天下一品であり、助手時代を含め計30年にわたり番付書きに携わった。
2代容堂に代わり番付書き担当となった式守敏廣の助手となりその敏廣から番付書きの任を継いだのが木村恵之助であり、容堂襲名を恵之助に打診したのはこの経緯が関係している。2代容堂は恵之助の相撲字を若手時代から高く評価していて、恵之助が幕下格に上がったら番付書きの助手にするよう行司会に頼み込んでいた。恵之助が助手に就任して以来、番付書きの助手は2人体制（それまでは1人）となり現在に至る。　
一度、幕下の番付を書いているとき、墨と筆を番付の上に乗せたままトイレに行ったら、子犬が墨付きの足跡を付けたことがあり、そのときはその部分を剃刀で削って、下から別に紙を当てたというエピソードがある。

## その他
- 少年時代より「父親の命令」で地元の相撲大会で行司役を務めていた。入門のきっかけも父親の命令で、彼の父親は22代庄之助を大変尊敬しており、交流のあった力士から22代庄之助が弟子を探していると話を聞いて直接入門を決めてきたという。かくして鵜池少年は高校を2年途中で中退し入門することになる[1]。
- 彼に師匠が名乗っていた容堂を継ぐ事を打診したのは、兄弟子の25代式守伊之助（後の28代木村庄之助）だった。最初に打診されたのが1989年3月場所、その時は「まだ早い」として本人が辞退したものの、同年九州場所の番付発表の日に再度25代伊之助から打診があり、2代容堂を襲名した。既に引退していた22代庄之助は容堂襲名を聞いて「そうか、ようやくお前も容堂になったか」と大変喜んだという。なお、自身も停年後に容堂の名を襲名してもらうべく木村恵之助に打診を続け、2016年5月場所より恵之助は3代容堂を襲名した。
- 庄之助時代は横綱貴乃花が休場中だったこともあり、横綱武蔵丸（現武蔵川）の取組を多く裁いた。横綱同士での貴乃花 - 武蔵丸戦は伊之助時代3度（2001年5月場所本割、2001年1月場所決定戦と2001年5月場所決定戦）、庄之助時代1度（2002年9月場所本割）裁いている。このほか、貴乃花の現役最後の一番（2003年1月場所　対前頭4枚目安美錦戦）を裁いたほか、2002年11月場所13日目、大関朝青龍（当時）が初優勝を決めた一番（対関脇若の里）を裁いている。
- 1999年9月場所は4横綱が出場したことと、立行司の29代伊之助が休場したことにより、三役格でありながら本場所で初の横綱戦（初日若乃花対玉春日、2日目曙対旭鷲山、3日目武蔵丸対土佐ノ海）を裁いている。
- 義理の息子（長女の夫）に十両格行司の木村吉二郎がいる[3]。

## 履歴
- 1955年5月　初土俵・初代木村保之助
- 1966年11月　十両格に昇格、3代木村林之助襲名
- 1984年1月　幕内格に昇格
- 1990年1月　2代木村容堂襲名
- 1995年1月　三役格に昇格
- 2001年1月　立行司に昇格。31代式守伊之助襲名
- 2001年11月　30代木村庄之助襲名
- 2003年1月31日　停年退職

## テレビ・映画出演
- 新選組!（2004年NHK大河ドラマ、行司役）
- SAYURI（2005年米国映画、行司役）
- 大笑点（日本テレビ系 2006年1月1日放送 ガチンコ大相撲バトル 行司役）
- TVチャンピオン （テレビ東京系 2006年4月20日 ゆるキャラ日本一決定戦　行司役）
- 大笑点2007（日本テレビ系、2007年1月1日、「新春!芸能界大相撲 最強横綱決定戦!」行司役）